# Okręg wyborczy Northamptonshire
Okręg wyborczy Nothamptonshire powstał w 1290 r. i wysyłał do angielskiej, a następnie brytyjskiej, Izby Gmin dwóch deputowanych. Okręg obejmował hrabstwo Northamptonshire. Został zlikwidowany w 1832 r.

## Deputowani do brytyjskiej Izby Gmin z okręgu Northamptonshire

### Deputowani w latach 1290–1660
- 1529–1536: William Parr
- 1558–1589: Walter Mildmay
- 1563–1567: William Cecil
- 1571: Robert Lane
- 1572–1587: Christopher Hatton
- 1589: Richard Knightley
- 1593–1598: Christopher Yelverton
- 1593: Thomas Cecil
- 1597–1598: Richard Knightley
- 1601: John Stanhope
- 1604–1611: Valentine Knightley
- 1604–1621: Edward Montagu
- 1621–1626: William Spencer
- 1621–1625: Richard Knightley
- 1628–1629: Francis Nicolls
- 1640: John Crew
- 1640–1658: Gilbert Pickering
- 1640–1653: John Dryden
- 1653–1655: Thomas Brooke
- 1654–1655: John Crew
- 1654–1655: John Norwich
- 1654–1655: John Claypole Starszy
- 1654–1655: John Dryden
- 1656–1658: John, lord Claypole
- 1656–1658: William Boteler
- 1656–1658: James Langham
- 1656–1658: Thomas Crew
- 1656–1658: Alexander Blake
- 1659: Richard Knightley
- 1659: Philip Holman
- 1659: Gilbert Pickering

### Deputowani w latach 1660–1832
- 1660–1661: John Crew
- 1660–1661: Henry Yelverton
- 1661–1675: Justinian Isham
- 1661–1679: George Clerke
- 1675–1678: John Cecil, lord Burghley
- 1678–1679: Miles Fleetwood
- 1679–1679: Roger Norwich
- 1679–1685: John Parkhurst
- 1679–1685: Miles Fleetwood
- 1685–1689: Roger Norwich
- 1685–1690: Edward Montagu, torysi
- 1689–1689: Edward Harby, wigowie
- 1689–1690: Thomas Samwell
- 1690–1698: St Andrew St John, wigowie
- 1690–1695: John Parkhurst, wigowie
- 1695–1698: Thomas Cartwright, torysi
- 1698–1730: Justinian Isham, torysi
- 1698–1701: John Parkhurst, wigowie
- 1701–1748: Thomas Cartwright, torysi
- 1730–1737: Justinian Isham
- 1737–1773: Edmund Isham
- 1748–1754: Valentine Knightley
- 1754–1768: William Cartwright
- 1768–1774: William Dolben
- 1773–1784: Lucy Knightly
- 1774–1797: Thomas Powys
- 1784–1790: James Langham
- 1790–1806: Francis Dickins
- 1797–1831: William Ralph Cartwright, torysi
- 1806–1832: John Spencer, wicehrabia Althorp, wigowie
- 1831–1832: Charles Wentworth-FitzWilliam wicehrabia Milton, wigowie